# Фесенко, Алексей Гордеевич
Алексей Гордеевич Фесенко (25 марта 1922 года — 18 ноября 1953 года) — участник Великой Отечественной войны, Герой Советского Союза, ефрейтор.

## Биография
Алексей Фесенко родился 25 марта 1922 года в селе Торчица ныне Ставищенского района Киевской области в семье крестьянина. Получил начальное образование, после чего работал в колхозе. В 1944 году был призван на службу в Красную Армию.
В период прорыва обороны противника и наступательных действий 134-й стрелковой дивизии 14 января 1945 года Фесенко с группой сапёров проделали 2 прохода в минных полях и проволочных заграждениях противника. За этот период было без потерь снято 55 мин, что обеспечило пропуск техники и наступающей пехоты советских частей. После проделывания проходов Фесенко в первых рядах пехоты достиг 3-й траншеи противника, где оказывал содействие пехоте в уничтожении огневых точек противника. За этот подвиг Алексей Фесенко был представлен к ордену Отечественной войны 2-й степени, но командиром корпуса генерал-лейтенантом Григорьевским награда была изменена на орден Славы 3-й степени.
6 февраля 1945 года Алексей Фесенко был представлен к присвоению звания Героя Советского Союза за подвиги, совершённые в боях с немецко-фашистскими захватчиками.
Массированный налёт авиации, интенсивный обстрел с западного берега реки Висла осложняли наведение переправы из подручных средств. Выделенные расчёты сапёров для переправы в лодках пехоты, рискуя жизнью, выполняли поставленную задачу. Фесенко, входивший в состав расчёта, один из первых, пренебрегая опасностью, высадил десант пехоты для захвата плацдарма на западном берегу Вислы и в течение четырёх дней с 28 по 31 июля 1944 года под непрекращающимся огнём артиллерии противника переправил на своей лодке на западный берег 850 человек пехоты, 10 45-мм пушек, 800 ящиков боеприпасов.
В период закрепления плацдарма на западном берегу реки Висла Фесенко, находясь в группе подвижного отряда заграждения во время контратак противника под сильным огнём танков и танкового десанта преграждал путь минами контратакующим танкам противника, и тем самым все атаки противника не имели успеха.
Во время прорыва сильно укреплённой обороны противника 14 января 1945 года Фесенко под сильным артиллерийским и ружейно-пулемётным огнём противника проделал 2 прохода в минных полях и проволочных заграждениях и провёл через проходы 10 танков на главном направлении прорыва и пехоту, не имея при этом потерь в технике и людях, что дало возможность развития наступления дивизии. Ворвавшись в первую траншею противника, рискуя жизнью, под сильным огнём противника уничтожил ручными гранатами 2 пулемётные точки с их расчётами, что дало возможность открыть свободный путь пехоте для дальнейшего продвижения и взятия города Радом.
С 28 по 30 января 1945 года Фесенко трижды обеспечивал переправу на реках Пилица (река) и Варта под сильным артиллерийским огнём противника и налётом вражеской авиации.
30 января 1945 года с боями перешли германскую границу, где противник всячески старался задержать наступление советских войск, имея у себя в системе обороны проволочные заграждения, противотанковые рвы и металлические надолбы, ДОТы, ДЗОТы. Фесенко действовал в составе блокирующей группы и лично сам взорвал металлические надолбы, один ДОТ, что дало возможность советской пехоте и танкам продвигаться вперёд и выйти на реку Одер.
Указом Президиума Верховного Совета СССР от 24 марта 1945 года «за мужество и отвагу, проявленные при форсировании рек Висла, Пилица, Варта с высадкой десантов для захвата плацдармов и обеспечения их удержания», красноармеец Алексей Фесенко был удостоен высокого звания Героя Советского Союза с вручением ордена Ленина и медали «Золотая Звезда» за номером 5578.
После войны был демобилизован. Вернулся в родное село, где продолжил работать в колхозе.
Скончался 18 ноября 1953 года.
В родном селе установлен бюст Героя, его именем названы улица и сельская школа.